# Saint-Maigner
 Saint-Maigner  là một xã ở tỉnh Puy-de-Dôme trong vùng Auvergne-Rhône-Alpes, Pháp. Xã này có diện tích 18,97 kilômét vuông, dân số năm 2006 là 204 người. Khu vực này có độ cao 620 mét trên mực nước biển.